# Día de la Liberación Nacional
Día de la Liberación Nacional, nombre que reciben las conmemoraciones de distintos hechos en diferentes países como Bulgaria, Chile, Cuba y Nicaragua.

## Chile

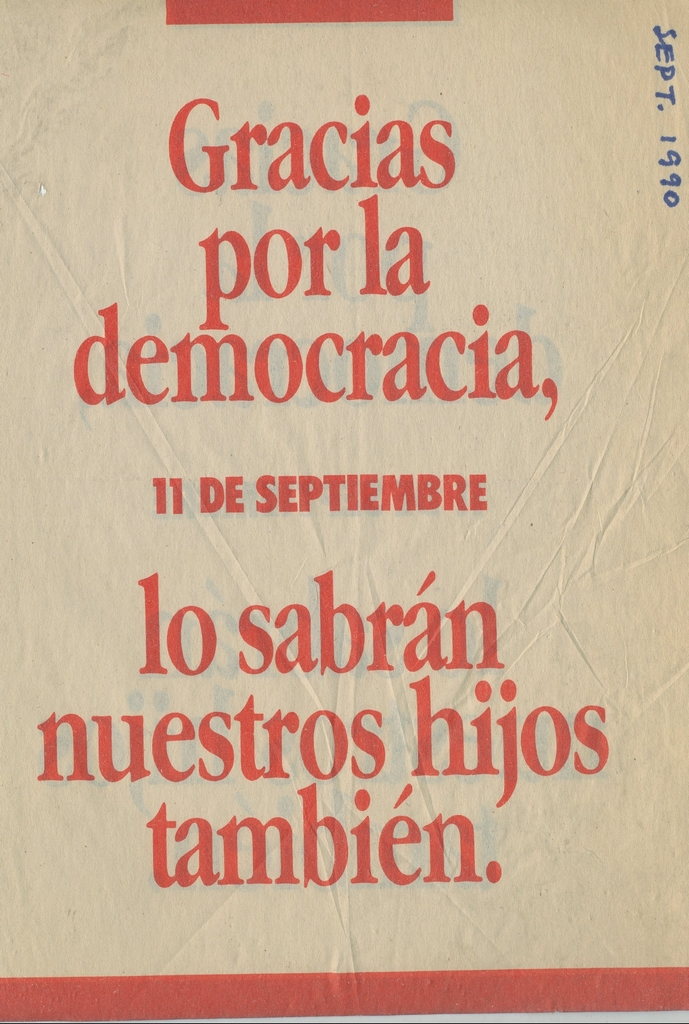
Panfleto producido en 1990 por adherentes a Augusto Pinochet que conmemora el golpe de Estado de 1973.

Con este nombre fue conmemorado oficialmente por más de 25 años el golpe de Estado efectuado el 11 de septiembre de 1973 por los comandantes en jefe de las Fuerzas Armadas y el general director de Carabineros, encabezados por Augusto Pinochet, que derrocó el gobierno de Salvador Allende e instauró la dictadura militar; el nombre oficial fue usado solamente durante dicho gobierno. Esta fecha, que fue feriado legal entre 1981 y 1998, estuvo marcada por protestas en contra y a favor de la dictadura militar y, tras su término, como fecha para recordar las violaciones a los derechos humanos cometidas entre 1973 y 1990.
En 1998, como un gesto de avance en el proceso de transición democrática, el presidente del Senado Andrés Zaldívar acordó con Pinochet la derogación de este día, reemplazándolo por el Día de la Unidad Nacional. Sin embargo, este último no tuvo mucha popularidad y fue usado como otro día más de protestas, sin cumplir su fin de celebrar la reconciliación chilena, por lo que fue abolido en marzo de 2002.

## Nicaragua
El 19 de julio se conmemora la caída de la dictadura de Anastasio Somoza Debayle en 1979, por parte del Frente Sandinista de Liberación Nacional.